# Burg Tržan
Die Burg Tržan [trʒan] oder Tržan-grad ist die Ruine einer Kammburg in der zentralkroatischen Ortschaft Modruš. Sie befindet sich im nördlichen Teil der historischen Region Lika, heute auf dem Gebiet der Gemeinde Josipdol in der Gespanschaft Karlovac, und zwar auf einem 670 Meter hohen Bergkamm oberhalb Modruš, an den östlichen Hängen des Velika-Kapela-Gebirge, durch welche seit den antiken Zeiten eine wichtige Handelsroute führte, die das kontinentale Binnenland mit Senj an der Adriaküste verband.

## Geschichte
Gemäß historischen Quellen und nach der Meinung des bekannten kroatischen Historikers Vjekoslav Klaić (1849–1928) befand sich eine Art Festung oberhalb der Siedlung Modruš bereits Anfang des 9. Jahrhunderts, während der dort heftigen Kämpfe zwischen zwei rivalisierten regierenden Fürsten zweier damaligen kroatischen Staaten, Küstenlands- und Pannonischen Fürstentum Kroatien, Borna und Ljudevit von Posawien.
Fast ideale dominante strategische Lage ermöglichte, dass die Burg niemals und von niemandem erobert wurde, obwohl die Stadt Modruš unterhalb der Burg 1493, unmittelbar vor der Schlacht auf dem Krbava-Feld, von den Osmanen gestürmt, geplündert und ausgebrannt wurde.
Seit dem 11. Jahrhundert der Sitz der Gespanschaft Modruš (später Komitat Modruš-Rijeka), befand sich die Burg seit 1193 im Besitz der Fürsten von Krk (später, seit ca. 1430, als Frankopanen bekannt), als der ungarisch-kroatische König Bela II. (III.) sie dem Fürst Bartol II. Krčki (Bartol II. von Krk) für seine militärischen Verdienste überließ.
In den nächsten mehr als 350 Jahren wurde sie nicht nur ein gewöhnliches frankopanisches Lehnsgut, sondern der Hauptsitz dieses Adelsgeschlechts auf dem Festland Kroatiens. Dort residierten, unter anderen, Ivan V. Krčki (* vor 1343; † 1393), sowie dessen Sohn Nikola IV. (* um 1360; † 1432), der mächtigste Mann des damaligen Kroatien, beide Bane (Vizekönige) von Kroatien. Sie erweiterten und befestigten die alte Burg, die wurde seit ungefähr 1437 Tržan oder Tržan-grad genannt.
Die Mauern, Bastionen und Türme wurden nach einer Art „Fischknochen“ gebaut und stellten ein bauarbeitliches Meisterwerk der damaligen Zeit dar. Es gibt Anzeichen, dass auch ausländische Baumeister, höchstwahrscheinlich aus dem Gebiet der Venezianischen Republik, daran teilnahmen. Die Burg bestand aus einem zentralen Teil mit einem Verteidigungsturm (Bergfried) und einem Palast für den Aufenthalt der fürstlichen Familie samt begleitendem Personal, ebenso aus einem nördlichen Teil mit wirtschaftlichen Objekten, Depots, Werkstätten, Zisternen und einem viereckigen Turm, sowie aus einem südlichen Teil, der zu Handelszwecken diente (Marktplatz, Anlagen für Aufenthalt von Händler und Reisenden, u. ä.). Auf die Mauern der Burg wurden anschließend die 1200 Meter langen Schutzmauern der unten liegenden Stadt Modruš aufgebaut.
In Tržan fand 1449 die berühmte Verteilung des riesengroßen Besitzes der Frankopanen in Zentral- und Westkroatien statt, nachdem acht Söhne von Nikola IV. Frankopan entschieden, das Erbe ihres Vaters rechtsgültig und gerecht aufzuteilen. Dabei gehörte die ganze Herrschaft von Modruš zu Stjepan III. Frankopan (* vor 1416; † um 1481/84); in den Teilungsdokument über die Erbschaft wurde geschrieben: zu Stjepan gehört der Marktflecken Modruš mit dem Castrum Tržan… Das war die Zeit des Aufstiegs, eine „goldene Ära“ des Modrušs, die ihr Höhepunkt 1460 erreichte, als Modruš der Sitz eines Bischofs wurde.
Bernardin Frankopan (* 1453; † 1529), der einzige Sohn Stjepans III., verwaltete aus Tržan weiter sein geerbtes Vermögen mit Erfolg, wurde aber langsam immer mehr vom osmanischen Drang nach Westen bedroht. Das führte schließlich am Ende des 15. Jahrhunderts zur Verminderung der Bedeutung der Burg, und die Bevölkerung des gesamten Gebietes kontinuierlich ihre Wohnstätte verließ, um nicht im Grenzgebiet zu von den Türken bereits besetzten Bosnien in Gefahr zu leben.
Die Burg wurde in der ersten Hälfte des 16. Jahrhunderts immer weniger repariert und gepflegt und kam nach 1553 in den Besitz der militärischen Administration der Kroatischen Militärgrenze. In der Burg wurde seitdem eine kleinere ständige Einsatzeinheit stationiert. Nach einigen erfolglosen Versuchen die beschädigten Teile der Burg im 17. und 18. Jahrhundert zu renovieren, wurde die Baustruktur schließlich 1791 verlassen, da die reale osmanische Bedrohung eigentlich schon aufhörte. Seitdem wurde Tržan dem Verfall überlassen und blieb bis heute eine Ruine.

## Fotos

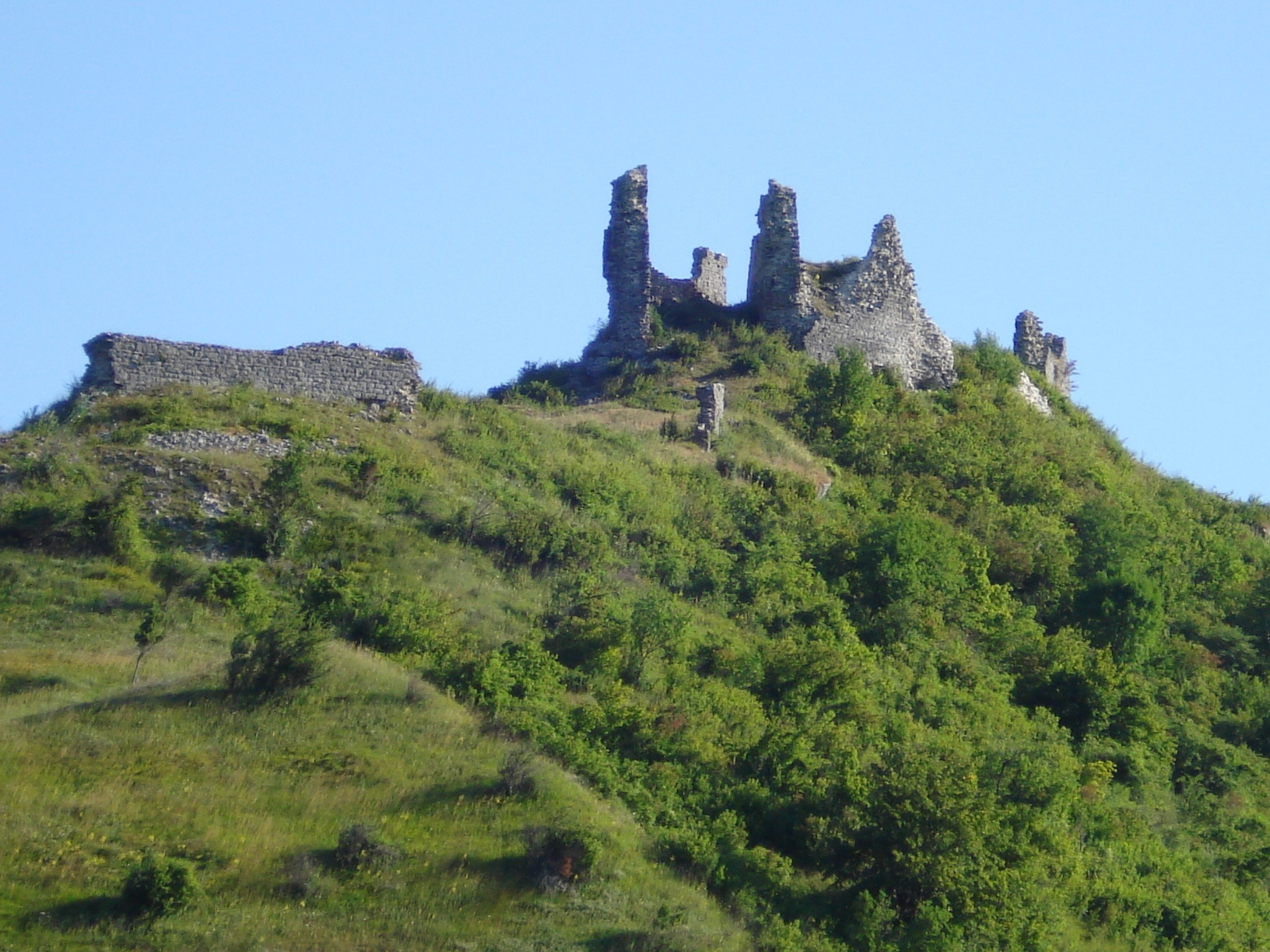
Blick von Süden
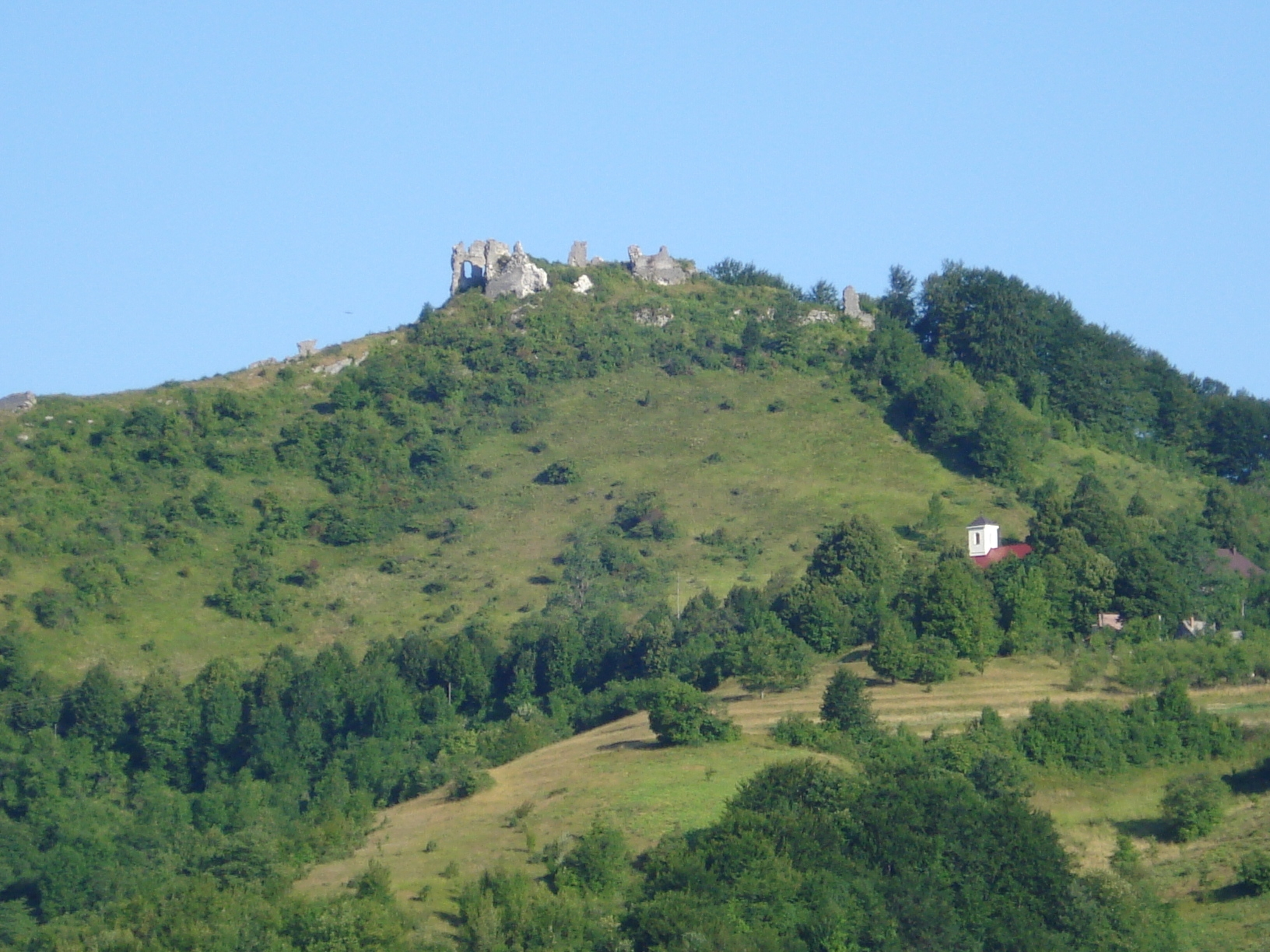
Ein breiterer Blick auf die Burg und Umgebung
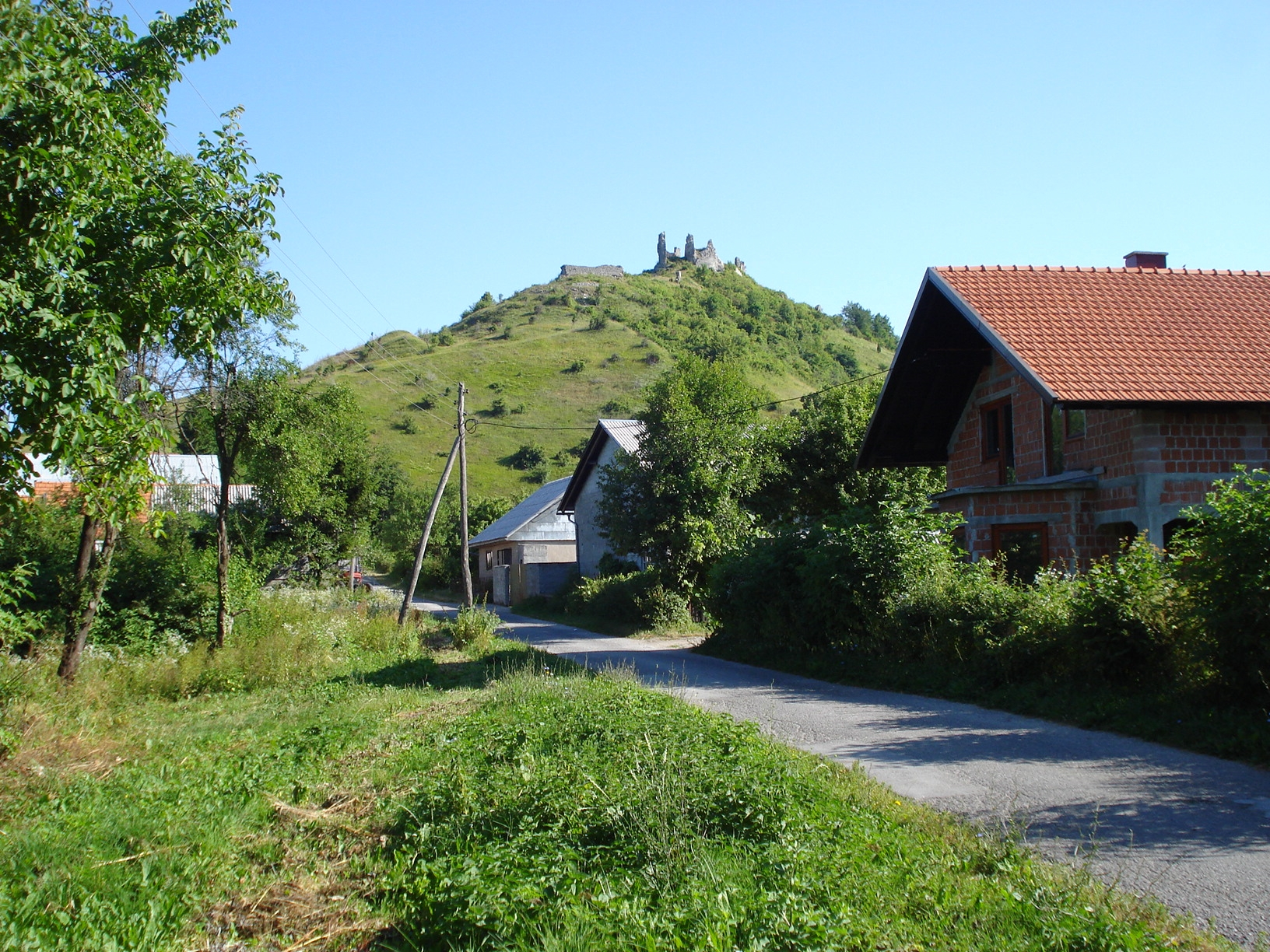
Teil des Dorfes Modruš und die Überreste der Burg im Hintergrund